# Барятинский, Иван Львович Большой
Иван Львович Барятинский Большой — князь, отъехал в Литву, является родоначальником князей Барятинских в Литве.
Сын князя Льва Александровича.

## Биография
По не выясненным причинам отъехал в Литву и принял подданство, жена же его осталась в Москве. Первое упоминание об князе Иване Львовиче в Литве относится (май 1509), когда он получил королевское пожалование — 30 бочек жита. Вопрос о возвращении жены был поставлен (начало 1511) и по просьбе великого князя литовского, жене было разрешено уехать к мужу (1512). Князь Иван Львович получил земельные пожалования: Некрашевщизна (1516) и Митковщизна (1526) в Мейшагольском повете. По спискам шляхты, должен был выставлять по 8 коней (1528).

## Семья
Жена: княжна N Ивановна, урождённая княжна Вяземская, дочь князя Ивана Вяземского, наследница имения Пирошиц в Зенском повете.
Сыновья:
- князь Иван Иванович Бородатый († 1562) — имел дело с сестрой Авдотьей об наследстве отца и дяди — князя Ивана Вяземского, убит, вероятно при участии мужа сестры Тимофея Юрьевича Соколинского.
- князь Богдан Иванович — упоминается, как малолетний (1542 и 1546), был жив (1558).
- князь Миска (Николай) Иванович — несовершеннолетний (1546), привлекал к суду мужа сестры Авдотьи за убийство брата Ивана (1563).
- князь Яска (Яков) Иванович — малолетний (1542 и 1546), был жив (1558).

Дочери:
- княжна Авдотья Ивановна — жена князя Тимофея Юрьевича Соколинского (с 1541), получившего в приданое двор в Мейшаголь и 50 копеек грошей.
- княжна Ганна (Анна) Ивановна — замужем за Андреем Длуским.
- княжна Полония Ивановна — девица (1546).

Имел двух братьев:
- князь Иван Львович Меньшой.
- князь Михаил Львович — служил Юрию Дмитриевичу Галицкому[6].